# 可缩放性
可缩放性（Scalability），又译为“可规模性”，形容词是“可规模化”，是指问题规模和处理器数目之间的函数关系。

## 解说
可缩放性实际上是和并行算法以及并行计算机体系结构放在一起讨论的。某个算法在某个机器上的可缩放性，反映该算法是否能有效利用不断增加的CPU。研究可缩放性的目的就是要使算法尽可能的利用最多的处理器，并且也可以预测当某个算法移植到大规模处理机上后的运行效果（即问题规模扩大时对处理器的利用情况）。

## 参阅
- 等效率标准
- 等速度标准
- 平均延迟标准
- 并行计算